# Gázkazán
A gázkazán egy olyan készülék, amely valamilyen éghető gáz (mely jellemzően földgáz vagy PB gáz, de lehet biogáz vagy kohógáz is) elégetésével energiát szabadít fel, a felszabaduló hőt közvetítő közeg hőátadásának segítségével − jellemzően vízzel − továbbít távolabbi pontokra. Az égési folyamatokat a sztöchiometriai és termokémiai számítások írják le. 
Nagyságrendileg az erőművi kazánoktól (500 MW) a háztartási lakásfűtő készülékekig (12 kW) több teljesítménynagyságú típus létezik. Az alábbi adatok elsősorban a lakások és kommunális létesítmények gázkazánjaira vonatkoznak.

## Gázkazánok osztályozása
A gázkazánok osztályozása többféle szempont szerint történik. 
Gázfogyasztó készülékek osztályozása GMBSZ szerint: 
Égéstermék-elvezetés és égési levegő-ellátás szempontjából: az MSZ CEN/TR 1749 sz. szabvány előírásait vette át a rendelet és ezek alapján sorolja be a készülékek üzemmódját.
- A típusú készülékcsalád: égéstermék-elvezetés nélküli (gáztűzhely, kisebb melegvíz-készítő gázbojlerek). Az égéshez szükséges levegőt a berendezés a felállítási helységből veszi és a keletkezett égéstermék az elhelyezés terébe kerül kibocsátásra.
- B típusú készülékcsalád: égéstermék-elvezetéssel rendelkező, de a helyiség légterétől nem független. A berendezés az égésterméket valamilyen épületszerkezeten vagy önálló szerelt gépészeti terméken keresztül a szabadba továbbítja, de az égéshez szükséges levegőt a készülék felállítási helyéből veszi.
- C típusú készülékcsalád: égési köre a felállítási helyiségtől elzárt. A keletkezett égéstermék, valamint az égéshez szükséges levegő a készülékhez csatlakoztatott csöveken keresztül áramlik a készülékbe és áramlik ki onnan. A csövek lehetnek önállóak vagy koncentrikus kialakításúak.

Készülékcsaládon belüli alcsoportok: 	
Az "A" "B" "C" csoportokon belül további alcsoportok léteznek. 	
1. alcsoport: a készülékben az égőtér nem rendelkezik ventilátorral.
2. alcsoport: a készülék égőterében a levegő vagy füstgáz mozgását ventilátor okozza. Ezen belül megkülönböztetik, hogy a ventilátor az égő előtt kerül elhelyezésre (az égéshez szükséges levegőt befújja a tűztérbe), vagy az égő után kerül elhelyezésre (az égésterméket kiszívja a készülékből).

A "B" csoporton belül 5, a "C" csoporton belül további 9 alcsoport került kialakításra, és azokon belül további 3-3 al-al csoport került definiálásra. A teljes skála A11-C93 között került meghatározásra. 	
Az égési levegő hozzávezetés és égéstermék elvezetés szerinti besorolás a fogyasztói berendezés adattábláján, a forgalomba hozatali/gyártási engedélyen, valamint a berendezés gépkönyvében kötelező jelleggel feltüntetésre kerül. 	 	
A berendezés tűztere a névleges hőterhelés szempontjából kétféle lehet: 	
1.) Legfeljebb 140 kW egység-hőterhelésű gázfogyasztó készülékek. Ezen belüli csoportok: 36 kW-ig, 36-70 kW között, 70-140 kW-ig.
2.) 140 kW-nál nagyobb egység-hőterhelésű gázfogyasztó készülékek. Az osztályba sorolástól függ többek között az elhelyezés, szellőzés, fogyasztói vezeték, gázmérő, RB védelem, gázégő szerelvény. 
Tűzrendészeti szempontból más elbírálás alá esnek a gázkazánok, pl. tűzoltó készülékek alkalmazásához alapul vett határteljesítmények: 233, 580, 1160, 5800 kW.
Az OTSZ szerint határértéknek minősül a 140 KW teljesítmény, másképp minősül tűzrendészetileg, ha ez alatti, ill. feletti a kazánhelyiségbe beépített összteljesítmény. 

## Lakások és családi házak, lakóépületek fűtésére használt egységek fő jellemzői
Hagyományos, régi építésű, átlagos méretű (kb. 80 m2-es) lakás vagy ház fűtésére használt gázkazán kb. 20 kW-os volt. A mai rendeletek szerint épített ugyanilyen méretű lakáshoz ennél lényegesen kisebb gázkazán is megfelelhet. Ugyanakkor megmaradtak a hagyományos tüzelőanyagok is (vegyes tüzelés, pellet, olaj), melyek automatizált változatai megfelelő fűtést/melegvíz-ellátást biztosítanak. A vízoldali cirkuláció rendszere szerint (kényszercirkuláció, ill. gravitációs) a legtöbb gázkazán tartalmazza a fűtővíz-szivattyút, de van külön telepíthető szivattyús típus is. 
Égője általában egy gyújtólángot és egy főégőt tartalmaz, az újabb kondenzációs gázkazánok sugárzó csőégővel készülnek, az alacsonyabb füstgáz-hőmérséklet (és kisebb veszteség) elérésére. Az égő fajtája szerint lehet elő - és utókeveréses égő, blokkégő, égőcső, égőtálca, sugárzó égő, gyújtóégő és főégő.
Automatikája a vízhőmérsékletet és a szivattyúindítást szabályozza, szokásos elemei a túlmelegedés elleni termosztát, füstgáz-visszaáramlás elleni termosztát, vízhőmérséklet-szabályozás és időjáráskövető szabályozás. Az égő indítását a szivattyúindítással párhuzamosan, víznyomásról vezérlik. A fűtés/kazán indítása helyiségtermosztátról történik. A korszerű gázkazánok moduláló (folyamatos) teljesítményszabályozású égővel készülnek, ami teljesítményét a hozzáillő helyiségtermosztáttal fokozatmentesen változtatja. Az automatikus teljesítményszabályozást akkor tudjuk kihasználni, ha a gázkazán nincs túlméretezve a lakás fűtési igényéhez képest, vagyis a kazánnal folyamatos szabályozással biztosítható legkisebb teljesítmény lehetőleg jelentősen kisebb a lakás fűtési teljesítményigényénél. Ennél kisebb igény esetén a kazán csak ki-be kapcsol.
Háztartási célra a gázkazánokon kívül más típusú kazánokat is alkalmaznak, mint pl. szilárd (vegyes) tüzelésű és olajtüzelésű kazánokat.

### Elhelyezés
Elhelyezés szerint a kazánok lehetnek fali - és állókazánok. Konvektorokhoz hasonló típusok a parapet kazánok. 

#### Fali gázkazán
A fali gázkazánok, mint nevükből is kiderül, falra szerelhetőek. Jellemzően kis súllyal rendelkeznek, és jó érintésvédelemmel vannak ellátva, ezért fürdőszobában is elhelyezhetőek. Előnyeik a kis helyigény és a kis súly.

#### Álló gázkazán
Az álló gázkazánok általában nagyobb teljesítményűek, mint fali társaik, éppen ezért méreteik és súlyuk is nagyobb. Modern kivitelű változataik már belső terekben is elhelyezhetőek.

### Funkció

#### Fűtő gázkazán
A modern fűtő gázkazánok legtöbbje nevével ellentétben nem csak fűtési célokra használható, hiszen váltószelep beépítésével használható melegvíz előállítására, indirekt tárolók fűtésére is képesek. Így helyettesítheti a külön vízmelegítőt.

#### Kombi gázkazán
A kombi gázkazánok kettős célúak. Fűtésre és használati melegvíz (HMV) előállításra is alkalmasak. A fűtőkörön kívül csatlakozik hozzájuk a hálózati hidegvíz-vezeték, és ebből átfolyó rendszerben termelik a HMV-t.

#### Beépített tárolós gázkazán
A beépített tárolós gázkazánok nagy HMV-tárolóval vannak ellátva, így nagyobb melegvíz-igények mellett is képesek biztosítani a komfortos fűtést és HMV-ellátást. Tárolóik mérettartománya kb. 40-150 liter, de nagyobb HMV-igényre külön tárolós ún. hőközpontok is találhatók.

### Égés folyamata a gázkazánban

#### Nyílt égésű/égésterű
A nyílt égésterű, vagy más néven atmoszferikus gázkazán égéstere nincs elzárva a környezetétől. Az égés során közvetlen környezetéből használja az oxigént, hátrányuk, hogy kapcsolatban vannak a légtér levegőjével, és a füstelvezetéshez szükséges viszonylag nagy kéményen kívül légbevezetést is igényelnek. Az általában gravitációs huzatú kémény érzékeny a szélviszonyokra és az elhelyezésre, környezetre.

#### Zárt égésű/égésterű
A zárt égésterű kazánok égéstere saját környezetétől elzárt. Az égéshez szükséges levegőt mindig épületen kívülről nyerik, így nem használják el az épületek saját levegőjét, ezáltal biztonságosabbak. Az égőhöz a levegőbeszívást, a füstgáz - és égéstermék-elvezetést beépített ventilátor biztosítja. A gázok elégetése is hatékonyabb ebben a formában, hiszen a gáz-levegő arány szabályozott.

### Gázkazántípus égéstermék-elvezetés szerint
Az alkalmazott fő típusok az égéstermék elvezetése szempontjából 
1. Gravitációs égéstermék elvezetés
2. Kényszer áramlásos égéstermék elvezetés

#### Kéményes készülék
A készülék égésterében keletkezett füstgáz az épület részét képező járaton, vagy az utólag kialakított épületgépészeti terméken keresztül függőleges irányban a szabadba távozik. A mozgását az égéstermék sűrűség és a környezeti levegősűrűség különbségéből adódó felhajtóerő okozza, amely felhajtóerő télen nagyobb, nyáron kisebb.
A kéményes kazán alatt általában gravitációs égéstermék-elvezetésű kazánt értünk, ami nagyrészt nyílt égésterű, vagyis az adott helyiség levegőjét használja fel az égéshez. A kéményes kazán hatásfokát nagyban befolyásolja a kémény méreteinek megválasztása, hiszen a kémény hivatott elvezetni az égéstermékeket, füstgázokat. A kémény korábban csak falazott elemekből állt, de a kazán égéstermékében levő enyhén savas nedvesség falazó habarcsra gyakorolt negatív hatására a kéményeket alumíniumból vagy korrózió álló lemezből készül béléscsövekkel bélelni kezdték. Az így kialakított rendszeren vizuális ellenőrző nyílást és a keletkezett kondenzvíz elvezetésre csepegő csövet építettek be. A kéménybélelés végére esővédő terelőlapot, ún. Meidinger tárcsát helyeztek el.

#### Turbós készülék
A készülék égésterében keletkezett füstgáz az épület részét képező járaton vagy az utólag kialakított épületgépészeti terméken keresztül a szabadba távozik. Az égéstermék mozgását a készülékben elhelyezett ventilátor túlnyomása eredményezi. Az épületgépészeti termék kialakítása lehet függőleges kitorkollású, mely a tetősík fölött végződik, vagy vízszintes kitorkollású, mely az épület oldalhomlokzatán kerül kiépítésre.
A turbós kazán elnevezés a kényszeráramlásos égéstermék-elvezetéssel üzemeltetett berendezések köznapi megfelelője. A berendezések égésterméke a készülékben az égő előtt vagy után elhelyezett ventilátor szívó vagy nyomó hatására a készülékhez csatlakoztatott csövön keresztül a szabadba áramlik. Az égéstermék-elvezető csővel szembeni követelmény, hogy kibírja a hőmérsékletéből és savas nedvességéből eredő igénybevételt. Jellemzően rozsdaálló lemezből készül.  
Kondenzációs készülék
A turbós készülékek továbbfejlesztett változata melynek lényege hogy az égő tér után még egy hőcserélő kerül elhelyezésre mely az égéstermékben levő vízgőz hőtartalmát próbája részleges visszanyerni. A visszanyert hővel vagy az égési levegőt melegítik elő vagy jellemzően a készülékbe visszatérő hidegvizet melegítik elő, mielőtt az a gázégőnél lévő hőcserélőbe kerül.
A gázok elégetése során jelentős mennyiségű vízgőz képződik, vagyis olyan rejtett hő, melyet a vízgőz tárol. A hagyományos gázkazánok a füstelvezetés során ezt a hőt nem tudják hasznosítani, ezért a füstgázzal együtt távozik a kéményen vagy turbócsövön keresztül.
A kondenzációs kazánok a vízgőz hőenergiájának kinyerésére egy nagy felületű hőcserélővel rendelkeznek, így képesek a vízgőzben rejlő hőt visszanyerni, melyet a fűtési rendszerben hasznosítanak. A folyamat során a füstgáz annyira lehűl, hogy a benne lévő vízgőz kondenzálódik. A fenti elv szerint ~11%-kal nőhet a készülék hatékonysága. A füstgázból visszanyert hőmennyiség nagysága, illetve a keletkezett kondenzvíz mennyisége fordítottan arányos a berendezés üzemi hőmérsékletével. A kondenzációs kazánok elsősorban olyan fűtési rendszerekben hatékonyak, ahol a fűtővíz hőmérséklete alacsony (padlófűtés, falfűtés, mennyezetfűtés). A kondenzációs üzemmódban a készülékben kb. 1 liter kondenzvíz képződik 10 kW teljesítményre számolva. A kondenzvíz gyengén savas kémhatású, így nagyobb teljesítményű kazánoknál a csatornahálózatba történő eltávolítása előtt kémiailag semlegessé kell tenni. A semlegesítő berendezés ipari méretű berendezéseknél kötelező.

### Parapet kazán
A zárt égésterű kazánok speciális fajtája, melynek teljesítménye nem haladja meg a 6 kW-ot. Beépítése a parapetes konvektorok elhelyezéséhez hasonlóan működik. Az ablak alatti elhelyezés utal a nevére. A levegőt a szabadból veszi, és az égésterméket kivezeti a szabadba. Elsődlegesen az elhelyezésére szolgáló helyiség ellátására alkalmas, de radiátoros, többhelyiséges lakás fűtésére is alkalmas. A füstgáz ventilátoros rásegítéssel távozik. 

#### Hybrid kazán
A hybrid kazán egy gázkazán és egy hőszivattyú kombinációja révén jön létre. Egy automatika gondoskodik arról, hogy mindig a lehető leggazdaságosabb megoldással üzemeljen a berendezés. A hőszivattyú a levegő hőenergiáját hasznosítja, így gyakorlatilag a levegőből állítja elő a fűtésre szánt hőenergiát. Ez egyben azt is jelenti, hogy rendkívül gazdaságosan üzemeltethető.

## Hőigények, fűtési rendszerek

### A fűtési rendszerek az előremenő/visszatérő hőmérséklet szerint
- 90/70 C°-os (hagyományos): jellemzője a magasabb füstgázhőmérséklet (160-260 C°) és magasabb visszatérőfűtővíz-hőmérséklet, kb. >65 C°.
- 70/55 C°-os (alacsony hőmérsékletű): alacsonyabb füstgázhőmérséklet, a visszatérő fűtővíz hőmérséklete >45 C°.
- 55/35 C°-os (pl. padlófűtéshez): ez az igény a kondenzációs kazánnal elégíthető ki, melynél a füstgázból vízgőz csapódik le.
- 35/28 C°-os (pl. falfelületfűtéshez): kondenzációs kazánnal biztosítható.

A fenti igények kielégítésére a gázkazán lehet állandó hőmérsékletű, alacsony hőmérsékletű vagy kondenzációs gázkazán. 

### Hatásfok
A legjobb alacsony hőmérsékletű gázkazán hatásfoka sem jobb 93-94%-nál. A vízgőz lecsapásával a kondenzációs kazánok hatásfoka eléri a 104-109%-ot. (A hatásfokszámításnál a viszonyítási alapállapotban a vízgőz nem csapódik le, ezért lehet a hatásfok a kondenzációsnál több mint 100%.)

## Fűtővíz hőmérsékletének szabályozása - kazánteljesítmény
A fűtővíz hőmérsékletének beállítása a külső időjárás függvényében befolyásolja a rendszer hatásfokát, mert magas fűtővíz-hőmérsékletre csak alacsony külső környezeti hőmérsékletnél van szükség. A fűtővíz-hőmérséklet legrégebbi szabályozása kézzel történt, a kazánon elhelyezett kapcsolóval (pl. 1-10 fokozat, pontos hőmérséklet, vagy teljesítményérték nélkül). A mai előírások lakásfűtés esetén 100 m2 új lakás fölött kötelezővé teszik az időjáráskövető fűtővíz-szabályozást. Mindkét esetben a fűtővíz-hőmérséklet tartása általában úgy történik, hogy a kazán addig jár bizonyos teljesítményen, amíg el nem éri a kívánt fűtővíz-hőmérsékletet, de nem szabályozza ezzel párhuzamosan a gázégő teljesítményét, azt csak a folyamatos szabályozású kazán erre alkalmas szobatermosztátja tudja megtenni. Vagyis lehet pl. 50 C°-on leadni a teljes teljesítményt, és lehet 75 C°-on is, ha a fűtőfelületek egyébként erre alkalmasan vannak kivitelezve. Egyes kazántípusokon választási lehetőség is van, alacsony vagy normál hőmérsékletű üzem egy előbbihez hasonló váltókapcsolóval állítható be. A teljesítmény mindkét esetben ugyanannyi, a névleges lehet.

## Engedélyezés, ellenőrzés, biztonság
A földgáz (ill. gáznemű tüzelőanyag) a levegővel keveredve tűz - és robbanásveszélyes anyag, melyre a tűzrendészeti előírások vonatkoznak. A gázkészülékek kivitele, telepítése engedélyekhez kötött (pl. PB-gázas készülék nem telepíthető talajszint alá). A lakás ún. belső gázszerelési tervét engedélyeztetni kell, és a MKEH-nél nyilvántartásba vett kivitelező készítheti. A gázkazánt és a gázvezetékeket a rendeletek szerint időnként ellenőriztetni kell. Üzemeltetéskor a gázkazánra a gyártó használati utasítása vonatkozik. A belső gázszerelési terv tartalmazza a gázkészülékek szellőzését, levegőellátását. A lakásra a bejelentési, engedélyezési, kiviteli terv tartalmaz adatokat a fűtési rendszerre vonatkozóan. Ezek alapján lehet a lakásfűtő gázkazán esetén elvégezni az üzemeltetést.

### Az Európai Unió 813/2013/EU rendeletéről
Az Európai Unió területén érvényben levő szabályozás a készülékek hőhasznosító képességére és szennyezőanyag kibocsátásra vonatkozó követelményeket tette előbb irányelvvé, majd annak szigorított változatát kötelezően alkalmazandó műszaki  minimummá.
A jelenleg érvényben levő hatásfok minimum, és szennyezőanyag kibocsátás maximum előírásokat csak a kényszeráramlásos (turbós) és ezen belül kondenzációs üzemmódban is működtethető kazánok biztosítják. A nem kondenzációs kazánok a szigorodó előírásokat már nem tudják teljesíteni.
A 813/2013/EU rendelet szerint a nem lakossági fogyasztók 2015. szeptember 26. után, a lakossági fogyasztók pedig 2016. július 1-jétől kizárólag olyan gázkazánokra kaphatnak használatbavételi engedélyt, melynek hatásfoka a teljes fűtési szezonra kivetítve legalább 86%-os. Ennek értelmében az előírásnak megfelelő kazánok kerülhetnek csak forgalomba. A rendelet az egyedi fűtéssel rendelkező lakások és családi házak tulajdonosait érinti, az itt működő kazánok teljesítménye ugyanis nem haladja meg a 400 kW-ot, illetve a  melegvíz-tároló tartályok legfeljebb 2000 liter tárolási térfogatúak. A rendelet nem vonatkozik a 400 kW feletti névleges hőteljesítménnyel üzemelő kazánokra. A rendelet szerint ezen felül minden újonnan forgalomba kerülő kazánt energiacímkével is kötelezően el kell látni. Az előírások jellemzően 5-10 évente szigorodna 3-5 éves bevezetési időszakkal közzétéve.

## Márkák
AEG, Ariston, Baxi, Beretta, Biasi, Bosch, Junkers, Buderus, Candy, Chaffoteaux, Chaffoteaux & Murray, Colibri, DÉG, Delonghi, Demrad, Electrolux, ÉTI, Fagor, FÉG, Fégterm, Ferroli, Hajdu, Hermann, Héra, Hévíz, Hőterm, Hidrotherm, Immergas, Indesit, Indropi, Junkers, KF-Gáz, Lampart, Mora, Nextra, Novumfég, Ocean, Pelgrim, Potterton, Quadriga, Radiant, Radson, Remeha, Riello, Saunier Duval, Stiebel Eltron, SWT-W, Teka, Termomax, Unical, Vaillant, Vesta, Viessmann, Wamsler Weishaupt, Westen, Whirpool, Wolf, Zanussi stb.